# Ministero degli affari interni (Ucraina)
Il Ministero degli affari interni dell'Ucraina (in ucraino Міністерство внутрішніх справ України, МВС?, Ministerstvo vnutrišnich sprav Ukraïny, MVS) è un dicastero del gabinetto dei ministri ucraino deputato alla gestione della sicurezza interna dello stato.
Controlla la Polizia nazionale, la Guardia nazionale, la Polizia di Frontiera, la Polizia di pattuglia per incarichi speciali, la Guardia costiera e il Servizio d'emergenza nazionale.
Prima del 2015 il ministero controllava anche la Militsiya ucraina, soppressa con una riforma promossa dal presidente Petro Porošenko. Prima del loro scioglimento nel 2014 anche le Berkut erano parte del ministero.
Il Ministero degli affari interni è parte attiva nel lavoro di schedatura e diffusione dati sensibili delle persone che presumibilmente rappresentano una minaccia per la sicurezza nazionale dell'Ucraina, tramite il sito Myrotvorec'.

## Storia
Originariamente il ministero è nato nel 1919 con il nome di Commissariato del popolo per gli affari interni della Repubblica Socialista Sovietica Ucraina, tuttavia dal 1930 al 1991 ha fatto parte di diverse agenzie sovietiche.
Nel 1991 venne ufficialmente ristabilito come ministero degli affari interni della Repubblica Ucraina.